# Backebådan
Backebådan är en fyr på Älgöfjorden i Kungälvs kommun. Fyren ligger i farleden Södra Uddevallaleden. Fyren drivs med solceller. 